# Chester M. Wiggin Jr.
Chester M. Wiggin Jr. (geboren 1917; gestorben am 31. Juli 1973 in Boston) war ein amerikanischer Jurist. Er war Mitglied der Regulierungsbehörde Interstate Commerce Commission.

## Leben
Chester M. Wiggin stammt aus Conway (New Hampshire). Sein Vater war Arzt. Er studierte an der Dartmouth University sowie an der Boston University Law School. Von 1941 bis 1942 war er Abgeordneter im Repräsentantenhaus von New Hampshire. Der in der Republikanischen Partei aktive Jugendliche war damals das jüngste Mitglied dieses Parlamentes. Anschließend leistete er von 1942 bis 1945 seinen aktiven Militärdienst beim United States Marine Corps im Pazifik. Am Ende seiner Dienstzeit bekleidete er den Dienstrang eines Majors. Anschließend arbeitete er als juristischer Chefberater in der US Navy von 1945 bis 1947 in Boston, sowie danach bis 1953 als Jurist im Stab des Marineministers.
1953 wurde er Mitarbeiter im Stab des Senators Styles Bridges. Nach dem Tod von Bridges 1961 wechselte Wiggin in den Mitarbeiterstab von Senator Norris Cotton. 1962 bewarb er sich um einen Sitz im Repräsentantenhaus der Vereinigten Staaten. Die Wahl verlor er gegen Louis C. Wyman. Nach der Wahlkampagne arbeitete er wieder für Cotton.
Im Herbst 1970 wurde er von Präsident Richard Nixon als Vertreter der Bundesregierung in die New England Regional Commission entsandt. Am 18. Juni 1972 wurde er von Nixon zum Mitglied der Interstate Commerce Commission für den Sitz von Donald L. Jackson mit der Amtszeit bis zum 31. Dezember 1973 nominiert. Am 5. Oktober 1972 erfolgte die Bestätigung vom US-Senat und am 24. Oktober 1972 legte er seinen Amtseid ab.
Am 31. Juli 1973 starb er beim Absturz des Delta Air Lines Fluges 723 am Logan International Airport. Sein Nachfolger bei der Interstate Commerce Commission wurde Charles L. Clapp.
Chester M Wiggin war seit Oktober 1962 mit Joyce A. Guyer (1930–2002) verheiratet.